# Ókeresztény egyház
A keresztény ókor az 1. századtól a 7. század végéig, a II. trullói zsinatig terjedő időszakaszt jelöli.
Az ókeresztény egyház cikk az apostoli kor után, a 2. század elejétől a 4. század végéig tárgyalja az eseményeket.

## 2. század

### „Páli fordulat”
Miután Jézus nem tért vissza azzal a gyorsasággal, ahogy az őskeresztények azt remélték, a 2. század első évtizedeitől egy változás állt be a keresztény gyülekezetek életében. Létrejöttek egy olyan egyetemes egyház alapkövei, amely egyre inkább elszakadt a zsidó gyökereitől. Elvetették a zsidó vallás előírásait és az új vallás irányát a pogány jellegű gyülekezetek szervezése felé fordították.

### A püspökök kiemelkedése
A feltehetőleg a század első felében keletkezett Didakhé így ír:
"Kézfeltétellel válasszatok magatoknak az Úrhoz méltó püspököket és diakónusokat, szelíd és nem pénzéhes, igazmondó és kipróbált férfiakat; ők látják el ugyanis nektek a tanítók és próféták szolgálatát... Imáitokat, adakozásotokat és minden cselekedeteteket úgy végezzétek, ahogy Urunk evangéliumában áll."
E században vita nélkül valósult meg a három szintből álló rendszer: egy városban egy püspök volt, diakónusokkal és presbiterekkel. A püspök kiemelkedése a presbitertársai közül azzal egy időben történt, ahogy a missziós papság helyét fokozatosan a pasztorális papság vette át.
Az egyházban az eddig jelentéktelen szerepet betöltő püspökök döntő szerephez jutottak a keresztény élet irányításában és meggyorsult a vezetői hatalom egy kézben történő összpontosulása. 80 évvel Jézus kereszthalála után az egyház gondolata - amelynek Jézus tanításaiban nyoma sincs - meghatározó elvvé vált. Antiókhiai Szent Ignác - aki maga is püspök volt - állította, hogy a helyi püspök az egység középpontja, Isten földi képviselője, a mennyei egyeduralkodó földi megfelelője, így tehát "úgy kell a püspökökre tekintenünk, mint magára az Úrra." Vértanúhalála előtt nem sokkal elsőként ő használta a "katolikus egyház" (= egyetemes egyház) kifejezést is.
A püspökség intézményével létrejött az egyház és az 1. századi keresztények egyszerű liturgiája egyre inkább átalakult a mise szertartásává.

### Liturgia és kultusz
A kereszténység egyre inkább igyekezett elhatárolódni a zsidóságtól, és a misszió súlypontját a hellenisztikus gyülekezetekre tette át. Ez természetszerűleg hozta magával, hogy mind kifejezésmódjában, mind pedig gondolatvilágában a pogányok szokásmódjaihoz is alkalmazkodni kényszerült.
A korszakban elkezdődött a viszonylag állandó istentiszteleti rend kialakulása. Az ősegyház szabad, szabályoktól mentes gyülekezeti összejövetelei helyébe lassan kultikus cselekmények bonyolult rendszere lépett, amelyeket kötött rend szerint, szertartásosan hajtottak végre. Az áldozat fogalmának mintegy szükségszerű következményeként a pap fogalma is egyre inkább meghonosodott az egyházban. Az istentiszteleti együttlétek vezetése, a gyülekezeti szolgálat a klérus kizárólagos előjogává lesz. Idővel egyre nagyobb hangsúlyt kapnak a mágikus-szakramentális képzetek; a keresztséghez és az úrvacsorához további szertartások társulnak. A misztériumvallások hatására fejlődött ki a keresztény liturgia, különösen annak a korábbi agapékból, a szeretetlakomákból kialakuló, Krisztus reális jelenlétét valló, a kenyér és a bor fogyasztása által, az Isten Fiával való egyesülést nyújtó misztikus lakomája. A mise liturgiájának, áldozat és áldozatjellegének kialakítása a korabeli vallások szertartásrendjének és szimbolikájának felhasználásával történt.
A keresztények a 2. század vége óta rendelkeztek saját istentiszteleti épületekkel; ezt megelőzően magánházaknál jöttek össze. Az első ismert közlés, amely templomépületre vonatkozik, az edesszai (Urfa) krónikából származik (az edesszai templom elpusztulása a 201-es árvízben). A bazilikastílus a 3. században keletkezett.
A mise első részletes leírását Jusztinusz (103-166) Apológiájában találjuk meg. Eszerint a szertartásokon csak a megkereszteltek vehettek részt. A jelenlevők közös imádságot végeztek. Ezután következett a kenyér és a bor feletti hálaadás, majd a megszentelt kenyerek kiosztása.
Később - a 3. századtól - a misztériumvallások hatására kifejlődött a disciplina arcani, vagyis az a szokás, hogy a keresztények áldozatukról nem beszéltek és nem is írtak, és szertartásaikat az "avatatlanok" felé a titokzatosság ködébe burkolták.
A Mária-tisztelet legkezdetibb nyomai a 2. század kereszténységében kezdtek megjelenni. Egyes korai keresztény írók Máriát, mint Isten anyját kezdték magasztalni. Mária legrégebbi ábrázolása is a 2. század közepéről való, de Mária-ünnepnek az első három században nem található nyoma.
A keresztények közül egyre többen - részben mivel el akartak térni a zsidóktól - a heti pihenőnapot Jézus feltámadásának a napjára, a vasárnapra tették. Jusztinusz mártír (103–166) Apológiájában így írt:
"A közös összejövetelt pedig azért tartjuk vasárnap, mert ez az első nap, amelyen Isten a sötétséget és a káoszt megszüntette, s a világot megteremtette, és mert Jézus Krisztus, a mi Megváltónk, ezen a napon támadt fel halottaiból .. és vasárnap jelent meg apostolainak és tanítványainak."
A legkorábbi csecsemőkeresztelésre utaló leírás Iréneusz Az eretnekek ellen (Adversus haereses) című művében jelent meg, majd fokozatosan elterjedt ez a gyakorlat a hívők között.
160 körül bevezették a húsvét ünnepét, de a keresztények között eltérések alakultak ki a húsvét megünneplésének időpontja körül. A század végén Viktor római püspök követelni kezdte a húsvét megünneplésének egységesítését. A kis-ázsiai egyházak ezt önkényes és sértő intézkedésnek tartották. Erre I. Viktor azokat a püspököket, akik nem voltak hajlandóak vele egyetérteni, kizárta az egyházból. Kijelentette, hogy akik más napon tartják az ünnepet, azok nem tekinthetők keresztényeknek. Ekkor vált ketté a keleti és a nyugati egyház először élesen egymástól.

### Gnoszticizmus
A magukat igazi, tökéletes keresztényeknek valló gnosztikusok nemcsak készen szállították a különféle keleti eredetű vallási és filozófiai tanításokat a kialakulóban levő keresztény egyház számára, de titokzatos spekulációikkal veszélyt is jelentettek annak hitrendszerére.
Egyes gnosztikusok úgy tanították, hogy Krisztusnak csak látszólagos teste volt (doketizmus), ezért nem is szenvedett és meg sem hallhatott.
140 körül került Rómába Markión, a gazdag kis-ázsiai hajótulajdonos, akit az egyház nemsokára eretneknek nyilvánított. Markión a gnosztikus, platonista eredetű, a későbbi manicheusok, bogumilok és katharok tanaihoz hasonló tanításaival egy több évszázadig élő, (főleg keleten) jelentős hívőszámmal rendelkező csoportok jöttek létre a kereszténységen belül, akik ma markioniták néven ismertek a történészek előtt.
Valentinus a gnoszticizmus másik jeles képviselője volt. Jelentőségét mutatja, hogy tanítása Rómában és Itáliában éppúgy elterjedt, mint keleten: Egyiptomban és Szíriában, és kiváló tanítványok fejlesztették tovább tanait.
A század gnosztikus tanítói az ismeretlen istenről szóló platóni tanítást beépítették saját rendszerükbe, ugyanígy a világ emanációjáról, valamint az isteni gondviselésről szóló tanítást is.
Az ókori egyház a 160-180 közötti évtizedekben egységgé szerveződött. Ez az egység a külső és belső veszélyek, köztük elsősorban a gnoszticizmus okozta válság hatására jött létre. A válságon azzal sikerült úrrá lenni, hogy a jogilag mindaddig független gyülekezetek szövetségbe tömörültek, és megegyeztek bizonyos állandó irányelvekben. Ettől kezdve ezek az alapelvek határozták meg, kit lehet kereszténynek tekinteni, és kit kell "eretnekként" az egyházból kirekeszteni.

### Montanizmus
Markión után mintegy két évtizeddel, Kis-Ázsiában, Phrügiában keletkezett a markionitáknál egy talán kisebb jelentőségű, de a világgal kompromisszumra hajló kereszténységet elítélő mozgalom, a montanizmus. Új tanításokat nem hirdetett, de a közeli világ végét várták és elutasították az akkoriban kialakuló püspökség intézményét is. A mozgalmat a korai egyház képviselői nemsokára eretnekséggé nyilvánították.

### Kanonizálódás
A század második fele előtt még nem határozták meg, hogy melyek a "szent" könyvek, és melyek elvetendők. Ezután viszont felgyorsult a kanonizálódási folyamat és a montanizmusnak az egyházra tett hatása leginkább abban nyilvánult meg, hogy megerősítette azt a meggyőződést, hogy a kinyilatkoztatás az apostoli korral lezárult, ez pedig az Újszövetség lezárt kánonjának megszületését segítette. (A bibliai kánont csak a 4. században fektették le véglegesen.)

### Iréneusz
Iréneusz püspök beszélt először Újszövetségről, és ő volt az utolsó író, aki még a csoda és a kinyilatkoztatás korához tartozónak tekinthette magát. Öt könyvből álló művében így ír:
"Sok híre még, hogy az apostolok imádság által halottakat támasztottak fel, és a (jelen) testvéri gyülekezetben is sokszor előfordult: szükséghelyzetben az egész helyi egyház böjtöléssel és buzgó könyörgéssel imádkozott, és az elhunyt lelke visszatért, és az ember a szentek imáinak volt köszönhető. Akik valóban (Krisztus) tanítványai, tőle kapják a kegyelmet, és az ő nevében használják fel arra, hogy jót tegyenek a többi emberrel. Egyesek ördögöket űznek ki, mások előre ismerik az eljövendő eseményeket, prófétai látomásokkal és szavakkal rendelkeznek, ismét mások kézrátétellel meggyógyítják a betegeket és helyreállítják az egészségüket .. és mint mondtuk, halottakat is feltámasztottak, akik (még) számos éven át velünk maradtak... Amint hallottuk sok testvérnek van az egyházban prófétai adománya, mindenféle nyelveken beszélnek a Lélek által, nyilvánosságra hozzák az emberek elrejtett dolgait, amennyiben erre szükség van, és megmagyarázzák Isten titkait."
Iréneusztól kezdve a zsidókereszténységet elhajló szektának tekintették, nem pedig a kereszténység egy formájának, amely teljesen jogosan vallja a jeruzsálemi ősegyház gyakorlatával való folytonosságot. A zsidó keresztények ebionitáknak nevezték magukat, s ez a név a héber "szegény" szóból származik; valószínűleg tudatosan emlékeztettek arra a nagyon korai elnevezésre, mely Pál apostol leveleiben maradt fenn, szinte szakszóval jelölve a jeruzsálemi és júdeai keresztényeket. Mivel néhányan nem fogadták el Krisztus szűzi születésének hagyományát, Iréneusz az ebionitákat egy csoportba sorolta más eretnekekkel, akik ezt szintén tagadták; nem sokkal később Terullianus már abból indult ki, hogy egy Ebion nevű személy az alapítójuk, és később az eretnekellenes írók még idézni is tudtak Ebion állítólagos írásaiból.
180 körül Iréneusz művében meghatározta az "eretnek" szó fogalmát, valamint elsőként próbált meg választ adni a gnosztikus és más, a katolikus tanítástól (a kereszténység fő irányától) eltévedt mozgalmak tanításaira.

### Üldözések

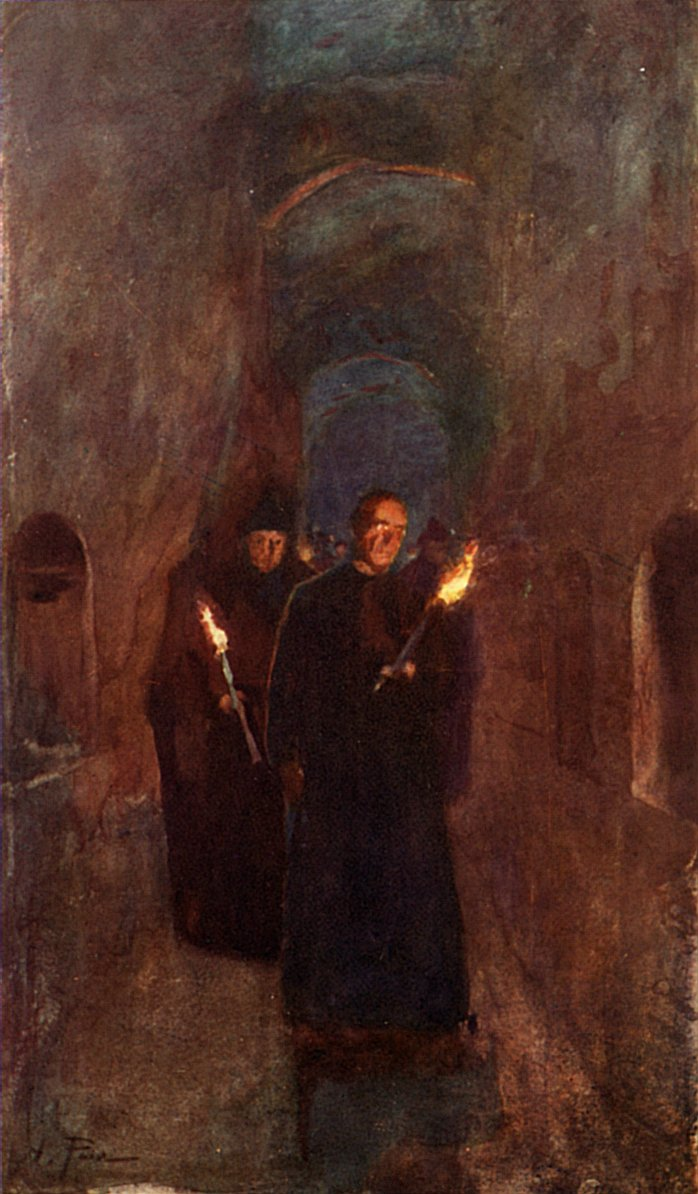
Katakomba Róma mellett

A keresztények üldözése nem volt folyamatos, de jelen volt a 2. században is. Ifjabb Plinius, a kis-ázsiai Bithynia követe (111-113) írta Traianus császárhoz egyik levelében:
„Nemcsak a városokban, hanem a falvakban és a tanyákon is elharapódzott ennek a babonaságnak (a kereszténységnek) a ragálya.”
A levél egyéb részeiből az derül ki, hogy a kereszténység a 2. század elején rohamos térhódításnak indult az egész tartományban. A pogány istenek templomai hovatovább teljesen elnéptelenedtek. Pilnius arra a kérdésére, hogy milyen eljárást kövessen a keresztények ellen, a császártól ezt a feleletet kapta:
„Nem kell utánuk nyomozni, ha azonban feljelentik őket és vádolják őket, büntetendők; de úgy, hogy aki nem vallja magát kereszténynek és ezt kézzelfoghatóan bizonyítja, azaz áldozatot mutat be isteneinknek, megbánása alapján bocsánatot nyerjen.”
Traianus utódja, Hadrianus (117-138) még tovább korlátozta a keresztények elleni vádemelés lehetőségét. Azt a rendelkezést hozta ugyanis, hogy csak a nyílt törvényszegésért büntessék meg a keresztényeket, továbbá megállapította a vádemelők felelősségét is, abban az esetben, ha vádaskodásuk hamisnak bizonyul. A későbbiek során azt tapasztaljuk, hogy a hatóságok meglehetősen ellentmondásosan viselkedtek a keresztényekkel szemben.
Nagyon sokan haltak mártírhalált, de az evangélium tovább terjedt és követőinek száma gyorsan nőtt. Krisztus követői az üldözés elől kénytelenek voltak elhagyott, néptelen helyeken elrejtőzni. A Róma környéki hegyek alatti katakombák ezreknek nyújtottak menedéket. A nagyobb méretű katakombák azonban csak 250 után keletkeztek. Bár a katakombák alkalmasak voltak istentisztelet tartására, a rendes istentiszteletek helye azonban - még az üldözések idején is - többnyire a városban, nagyobb magánházakban volt.
A 2. század utolsó nagy üldözése Marcus Aurelius (ur.: 161-180) nevéhez fűződik. Pestis, éhség, a barbár népek támadásaiért a keresztényeket okolták. A filozófus császár a keresztény vértanúság vállalásának hátterében csupán makacsságot látott.
Tertullianus ezt írta:
"Ha meggyilkoltok, megkínoztok, elítéltek bennünket... Igazságtalanságotok tanúsítja, hogy ártatlanok vagyunk... Minél több embert kaszaboltok le közülünk, annál többen csatlakoznak hozzánk. A keresztények vére magvetés."

### A kereszténység gyors terjedése
A 2. század közepén már a Római Birodalom legtávolabbi tartományaiban is létrejöttek keresztény gyülekezetek.
Többek között a cselekvő szeretet volt talán a kereszténység sikerének egyik legnyomósabb oka. A pogány népek nem ironikusan jegyezték meg: "Nézzétek, hogy szeretik egymást a keresztények!" A keresztény szeretet a szegények, özvegyek és árvák gondozásában, a bebörtönzött vagy a bányákban halálra dolgoztatott testvérek meglátogatásában és a szerencsétlenségek idején - éhínség, földrengés, járványok vagy háborúk alatt - a szociális támogatásokban nyilvánult meg. Más fontos megnyilvánulása volt például az utazók vendéglátása: a keresztény testvérnek csak hitéről kellett bizonyságot tennie, és rögtön szállást kapott - akár három éjszakára is - minden további kérdezősködés nélkül.
A rendszeres hitterjesztés eredményeként a 2. század végére a birodalom majdnem minden városában volt már kisebb-nagyobb keresztény gyülekezet. A keleti proviniciákban a keresztények száma már elég jelentős volt. Kis-Ázsia, Szíria, Egyiptom és Afrika városi lakosságának már legalább a harmada keresztény vagy legalábbis rokonszenvező. A nyugati tartományokban azonban – Róma kivételével – számuk még elenyésző. Jellemző, hogy a század végéig az egyház hivatalos nyelve még a görög; a római püspökök is görög nyelven leveleztek.
A 2. század egyházatyái tudatosan törekedtek a műveltek megnyerésére.
A kereszténység kezdett behatolni a felsőbb társadalmi osztályokba is; nem egy magas rangú személyiség ébredt arra, hogy felesége éjszaka virraszt és imádkozik. Marcia , Commodus császár (ur.: 180-192) ágyasa is keresztény lett, és az egyház számára Rómában komoly kedvezményeket eszközölt ki.

## 3. század

### Teológiai viták
A korai katolikus atyák idejében került sor a katolicizmuson belüli első nagy tanvitára, a monarchiánus vitára. Miután a hit szabálya és az Újszövetség általánosan elfogadottá lettek, még mindig nyitva állt Krisztus Istenhez való viszonyának kérdése. 200 körül három krisztológiai irányzat élt egymás mellett :
- logosz-krisztológia és két monarchiánus irányzat
- az adopcianizmus
- a modalizmus

Heves küzdelmek után a logosz-krisztológia vált egyeduralkodóvá, míg a monarchista irányzatokat elvetették, noha azok is a regula fidei alapján álltak. A kezdeti határozatok Rómában születtek Viktor és második utóda, Kallixtusz püspökök idején idején. Keleten a monarchianizmus kivetése csak évtizedekkel később történt meg. 

### Világnézet
Létrejöttek a keresztény világnézet egyéb alaptételei is, amely legfőképp Jézus tanításai, továbbá a judaizmus, a misztériumvallások és a gnoszticizmus keverékéből állt. A szertartásokkal együtt a misztériumvallások mítoszainak és ideológiájának megannyi motívuma utat talált a kereszténységbe. A napkultusz és napmisztika hatására kezdték nevezni Krisztust az üdv Napjának (Sol Salutis); a császárkultusz  mintájára és ellensúlyozására alakult ki a Krisztus-király képzete. Mária, az istenanya nem más, mint az egyiptomi Ízisz kereszténnyé lett mása; ezért nagyon is érthető, hogy az istenanya kultusza éppen Egyiptomból kiindulva terjedt el. (→ Mária-kultusz)

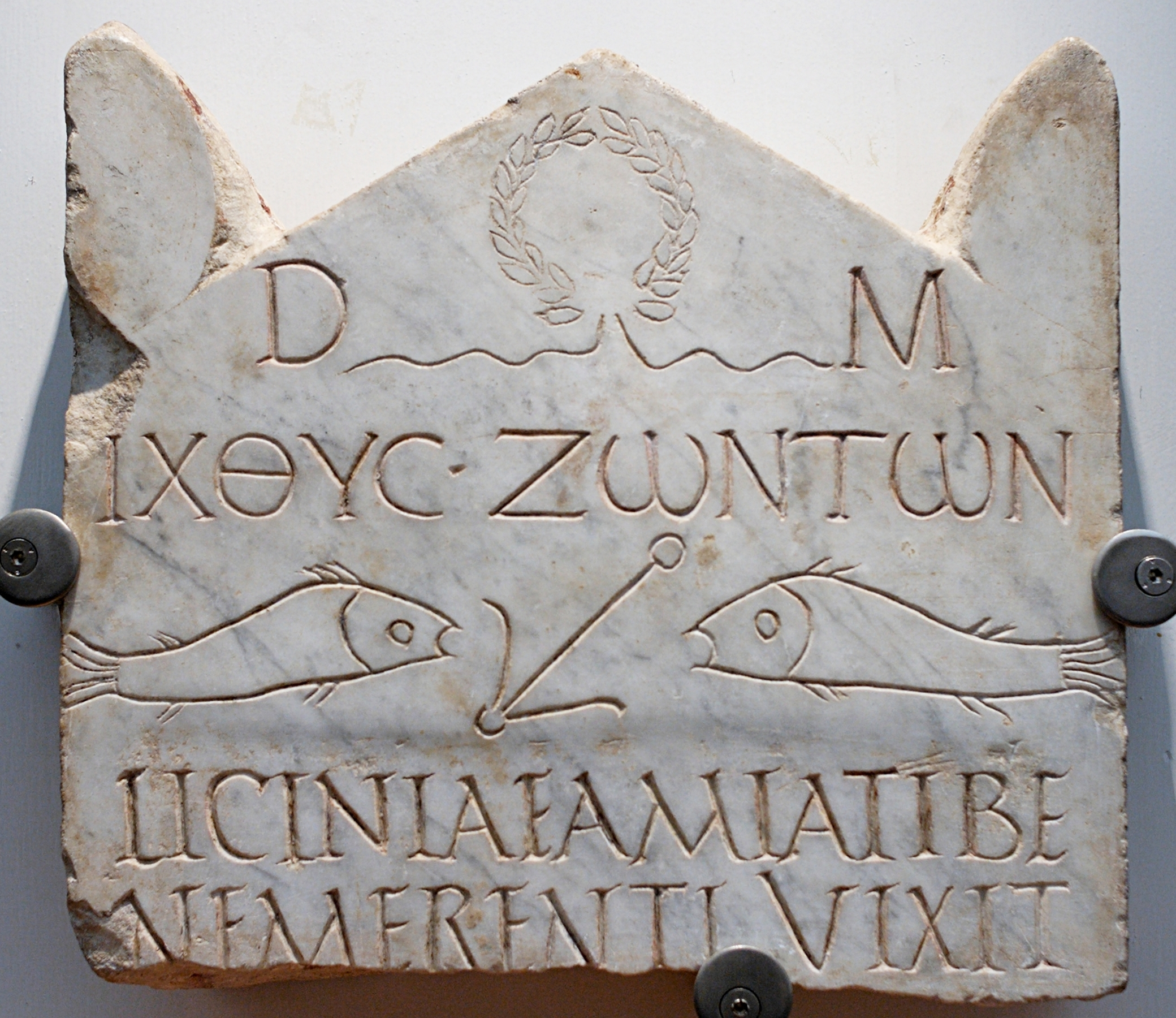
Márvány sírsztélé a 3. századból, Róma területéről

A görög szellem kezdett egyre inkább beáramlani a tanításokba. Először a görög filozófiát használták fel az etika és a keresztény eszmevilág kialakítására. Kb. 220-tól kezdtek a görög misztériumok hatást gyakorolni az egyházra, és egy évszázaddal később antik példa nyomán kifejlődött a szentek és képek kiterjedt tisztelete is. A görög filozófiát először oly módon vették át, hogy a görög filozófusok ábrázolásmódját keresztény tantételek magyarázatára és
védelmére használták. Olyan gondolatok átvételéről volt szó, amelyek az apostoli ősgyülekezettől még egészen távol állottak. A sztoikusok, püthagoreusok, platonikusok és peripatétikusok vagy a kis-ázsiai vallások eszméinek bekebelezése révén különböző rendszerek gazdag sokfélesége jött létre az egyházon belül. Némelyik tanítás vagy iskola, amely magasabb rendű ismeretek (gnószisz) birtokában levőnek hirdette magát, azt tanította, hogy a "pneumatikus", azaz a szellemtől teljesen eltöltött ember minden világi törvény fölé emelkedik, és ezért büntetlenül a legnagyobb kicsapongásoknak szentelheti magát, mások viszont a legszigorúbb aszkézist és önmegtartóztatást követelték híveiktől, mert csak így lehet kikapcsolni a világ veszedelmes hatását a lélekre.
Kallixtus római püspök bevezette a bűnbocsánatot, a megbánt bűnnek a felhatalmazott pap által való elengedését. A gyónás szélesebb körökben csak később, a 7. századtól terjed el.
Megalakult több keresztény iskola, így elsők között az alexandriai és az antiókhiai, ahol a pogány és zsidó tudósokkal szemben védelmezték a kereszténységet, és itt nevelték azokat a keresztény ifjakat, akik tanításra szánták el magukat. Az alexandriai iskola a teológiában előtérbe helyezte a misztériumot a Szentírás értelmezésében.
A 3. század elejéig a római egyház elsősorban a város görög nyelvű lakosságából állt. Majd ahogy a egyház tanítása behatolt a felsőbb osztályokba, Rómában a latinul beszélő keresztények lettek többen. Egyre többen lettek keresztények a felsőbb társadalmi osztályokban is.

### A császárok
E században az egyház megváltozott társadalmi helyzetét jól mutatja, hogy míg korábban a keresztényüldözés helyi indíttatású volt, most magának a császárnak a véleménye egyre inkább döntővé vált az egyház sorsának alakulásában. A császárok hozzáállása a kereszténységhez meglehetősen különböző volt.
- Septimius Severus (ur.: 193-211) eltűrte a keresztényeket és azt, hogy környezetének egyes főnemes tagjai kereszténnyé legyenek.
- Alexander Severus (ur.: 222-235) a házi kápolnájába Krisztus szobrát is beállíttatta és hivatalosan is az istenek sorába akarta iktatni.
- Philippus Arabs (ur.: 244-249) oly mértékben pártfogolta a keresztényeket, hogy egyes írók az első keresztény császárként említik.
- Decius (ur.: 249-251) aztán komoly keresztényüldözéseket kezdeményezett és hitének megtagadására próbált kényszeríteni minden keresztényt.[26]
- Valerianus (ur.: 253-260) császár is erőteljesen üldözte a kereszténység követőit, mivel úgy gondolta, hogy az ősi istenek megsértésével a keresztények hozzájárulnak azokhoz a csapásokhoz, amelyek a birodalmat válságba sodorták. Rendelete minden alattvalójának lelkiismereti szabadságot biztosított ugyan, de megkövetelte a császárkultuszt. Továbbá minden püspöknek és egyházi vezetőnek áldozatot kellett bemutatnia az isteneknek. Egyben megtiltotta, hogy a keresztények bármilyen összejövetelt tartsanak. Azokat, akik továbbra is istentiszteletet szerveztek és akik megtagadták az áldozatbemutatást, halállal sújtották. Rendeletével a keresztények szervezetét próbálta szétzúzni.[20]

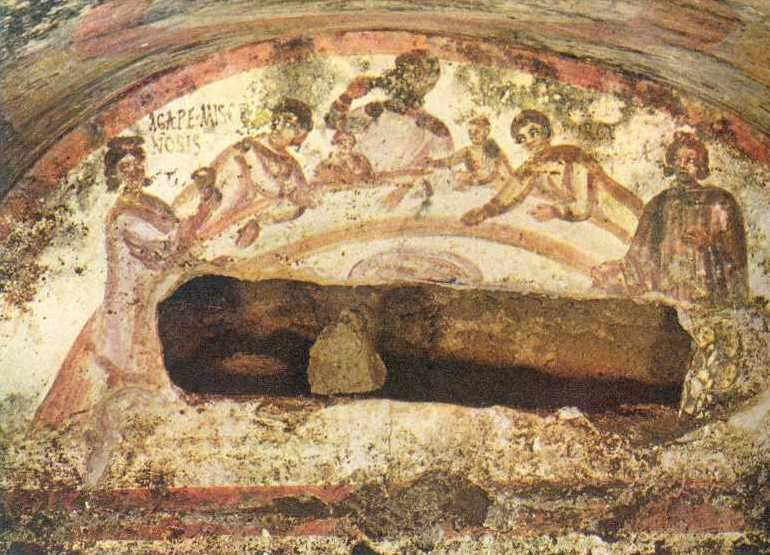
Freskó a római ókeresztény Szent Péter és Marcellinus katakombából (agapé)

- Gallienus (ur.: 253/260-268) császár 260-ban megszüntette a keresztényüldözést, ezzel újra rövid békekorszak köszöntött be a keresztények számára, akik fontos pozíciókat szereztek meg még a császári udvarban is. Rendeletben biztosította a toleranciát, és a püspökök által benyújtott kérelmekre visszaadta az elkobzott templomokat és temetőket. Ebben az időben már közel száz püspökség létezett Itáliában.[20]
- Aurelianus (ur.: 270-275) császár a napisten imádását támogatta, mint olyan átfogó monoteizmust, amely a birodalom összes kultuszát felölelheti, és az egyház zavartalan békében élt 303-ig. A tartományi kormányzóknak azt is elnézték, hogy áldozati és keresztény szertartásokon is részt vesznek. Hispániában az együttműködés odáig ment, hogy 300-ra néhány keresztény boldogan volt egyszerre az egyház tagja és municipális pap.[20]

### Kiemelkedő teológusok
A kor teológusai, mint Órigenész, Alexandriai Kelemen, Küprianosz stb. írásaiban olyan tanítás alakult ki, amely mintául kívánt szolgálni minden hívő számára. Órigenész (184-254) a görög filozófia, különösen a gnoszticizmus és az újplatonizmus számos elemét mentette át a keresztény tanokba. Kelemen szemben állt a gnoszticizmus áramlatával, de kapcsolatot teremtett az antik filozófia és a keresztény hit között. Az ő gondolkodásával pedig Tertullianus álláspontja állt szemben. Szerinte a filozófia káros a hitre nézve.
Tertullianus (160-225) írásainak egy része a pogány világban élő keresztények helyes viselkedésével foglalkozik. Azt követelte, hogy a keresztények maradjanak makulátlanok a világ romlottsága közepette. Megdöbbent, amikor a katolikus egyház egy vezetője - akit nem nevezett meg, de a püspökök püspökének titulálta - kinyilvánította, hogy az egyház még a keresztség után elkövetett súlyos bűnöket is megbocsáthatja.
Kilépett az egyházból, és azt mint világias, intézményesített és szégyenbe jutott közösséget elítélte. A montanizmus – a még a 2. században kialakult karizmatikus mozgalom – a megalkuvásokkal gyökeresen szakító, puritán, komoly életvitelével hódította meg.

### Püspökségek

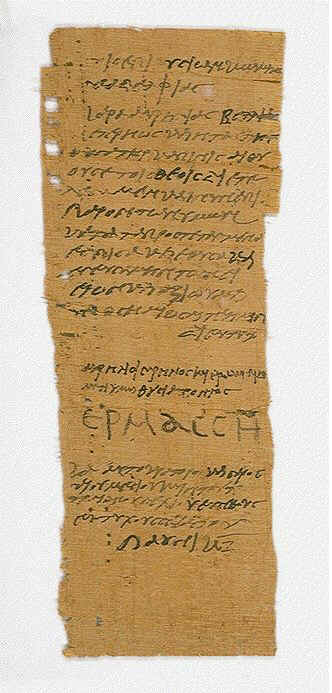
Egy libellus a déciusi időkből

E századra a püspöki intézmény megszilárdult. A püspök feladata volt a tanítások hűséges őrzése, a rábízott keresztények vezetése, irányítása, a közös liturgia vezetése. Több felszabadított rabszolgából lett püspök, ugyanis az egyházban a gazdák és a rabszolgák testvérek voltak. Róma, Alexandria, és Antiokheia püspökei különleges méltóságot kapnak. A pápa címet elsőként Héraklász , Alexandria püspöke viseli.
Az ókereszténység vezetői többnyire mindannyian az apostolok utódainak tekintették magukat a püspöki széken. A 3. század közepén a római gyülekezet hatalma már igen nagy és tekintélye kifelé is erősödött. Ugyanakkor a 4. századi eleji I. nikaiai zsinat (325) még éppoly központnak tekintette Alexandriát, Antiókhiát és Jeruzsálemet, mint Rómát, s püspökeiknek ugyanolyan jogokat biztosított. Később pedig Konstantinápoly püspöke vált a római püspök fő riválisává.
 Lásd még: Az öt patriarchátus

### Egyiptomi szerzetesség
Egyiptomban, ahol az emberek tömegesen váltak kereszténnyé, a deciusi üldözések idején - a század közepén - egyesek a sivatagban kerestek menedéket, hogy elkerüljék a kínvallatásokat, a kínzásokat, továbbá a világi kísértéseket. A század végétől már a Nílus völgyének teljes hosszában és a folyó deltájának ágai mentén is szerzetesek éltek; akik a sziklafal üregeiben, illetve a sivatag szélén egyszerű kalyibákban húzták meg magukat. Az őket irányító öregeket a sivatagi atyák néven ismeri az utókor.
Tudunk Decius idejéből olyan keresztényekről is, akik áldoztak a pogány isteneknek és erről igazolást is kaptak (libellatici). Az egyiptomi ásatások több ilyen "libellust"  napvilágra hoztak. Egy ilyen libellus 250-ből:
"Mi, Aurelius Serenus és Aurelius Hermas, láttuk, amint áldoztál. Én, Hermas, tanúsítom. Caesar Caius Messius Quintus Traianus Decius Pius Felix Augustus (uralkodásának) 1. évében, Payni hónap 22-én."

## 4. század

### Diocletianus
Diocletianus császár hatalmának növelésére a vallást is fel akarta használni és mindenkitől megkövetelte az állami istenek tiszteletét. Magát isteni lénynek, Jupiter (Iuppiter) leszármazottjának ismertette el és istenként imádtatta. Miután a keresztények ezt megtagadták, Diocletianus üldözni kezdte őket. Először a radikális manicheus irányzatot, majd a kereszténység megsemmisítését tűzte ki célul. Nevéhez fűződik a legvéresebbnek tartott keresztényüldözések megindításának egyike (303), mely gyakorlatot utódja, Galerius (ur.: 305–311) folytatta.
Móra Ferenc az "Aranykoporsó" című regényében szuggesztíven eleveníti fel a nagy keresztényüldözés légkörét:
„Most utaztam keresztül Maximianus országain, s ezért nem tudok másról álmodni, csak korbácsokkal, kínpadokkal, karóba húzott asszonyokkal, vadállatok elé dobott gyerekekkel. Az Alpesektől idáig keresztek szegélyezik az országutakat, és azokról keresztények rothadt húsát szaggatják le a vadállatok. Derékig a farkasok, azon felül a hollók és a keselyűk. [...] Ahogy ezelőtt minden provinciának megvolt a nemzeti viselete, most nemzeti kínzóművészet alakult ki mindenütt. Szíriában a forró szurokkal töltött üst védi az isteneket, Kappadókiában az olvasztott ólom, Júdeában a fejsze, Pontusban a kerék (kerékbetörés). Galerius caesar nekem magamnak dicsekedett vele, hogy ő mennyivel emberségesebb isten, mint a keresztényeké. Az, egy almatolvajt is örök tűzben sütögettet. Ő olyan rostélyt talált ki, amelyen a legöregebb keresztény is puhára sül egy óra alatt.”

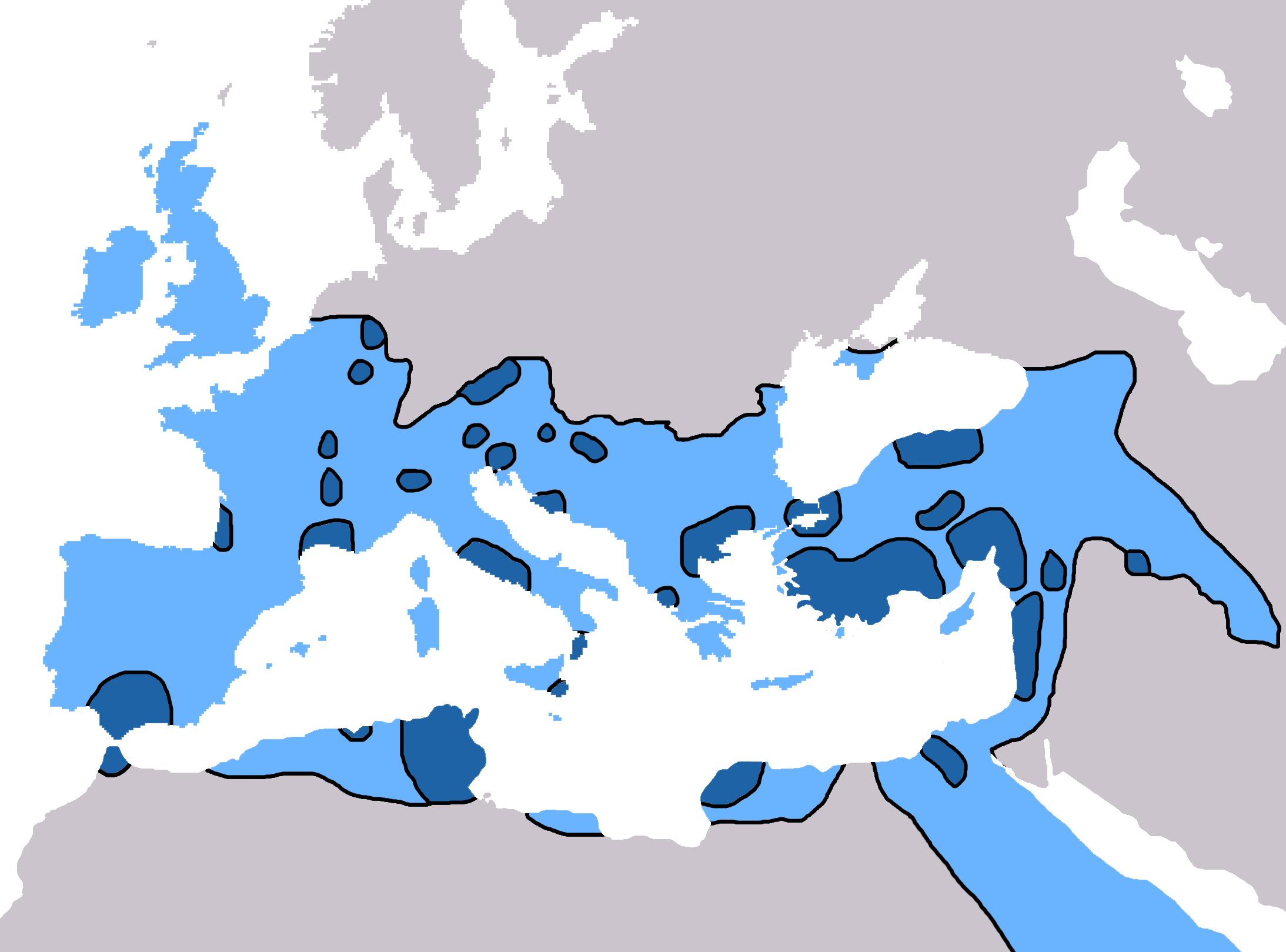
A kereszténység elterjedése Kr. u. 325-ig
A kereszténység elterjedése 325 és 600 között

### A kereszténység felemelkedése
Nagy Konstantin császár uralkodása alatt az események gyökeres fordulatot vettek. Miután Konstantin és Maxentius cézár között hatalmi harc robbant ki a Nyugatrómai Birodalom birtoklásáért, amely 312-ben zárult, Konstantin a Maxentius feletti győzelem megnyerését - egy álom hatására - a keresztények Istenének tulajdonította. Ennek hatására fordult igazán a kereszténység felé. Visszavonta az üldözési rendeleteket és 313-ban Licinius császárral közösen kiadták az úgynevezett Milánói ediktumot, ami engedélyezte a birodalomban a keresztények számára a szabad vallásgyakorlást. Elrendelték, hogy „bárki, aki a keresztények vallásának előírásait óhajtja követni, most szabadon és nyíltan, minden zaklatástól és háborgástól mentesen kövesse.”
Konstantin igyekezett a keresztény eszméket néhány törvényében is megvalósítani. Helytelenítette a vasárnapi munkát és elrendelte a bíróságok zárva tartását „a nap tiszteletre méltó napján”. (A felirat szerint Konstantin ezt részben a nap iránti tiszteletből vezette be, ugyanis a pogányoknál a Nap, mint az egyik legfőbb isten napja volt a vasárnap)
 321-ben a vasárnapot ediktummal állami ünneppé is tette, amelynek következtében minden közhivatal szünetet tartott.
Vasárnap a keresztények a feltámadást ünnepelték. Éjszaka gyülekeztek össze (vigilia) és még napfelkelte előtt istentiszteletet tartottak, amelynek része volt a "szent lakoma" ("kenyértörés") és az igemagyarázat.
A császár utasította a helytartókat, hogy adják vissza a lefoglalt egyházi javakat. A püspököknek nagyobb pénzösszegeket utalt át, "a szent katolikus kultusz papsága számára". A tartományok jövedelmének meghatározott részét az egyház javára fordíttatta.
Konstantin, majd utódai magukat "a keresztény alattvalók legfőbb püspökének" tartották és természetesen irányító szerepük volt az egyház belső életében is. Magukat - a korábbi császárokkal ellentétben - nem imádtatták istenként sem életükben, sem haláluk után, de hatalmukat Istentől származtatták és magukat környezetükkel együtt "szent"-ként hirdették.

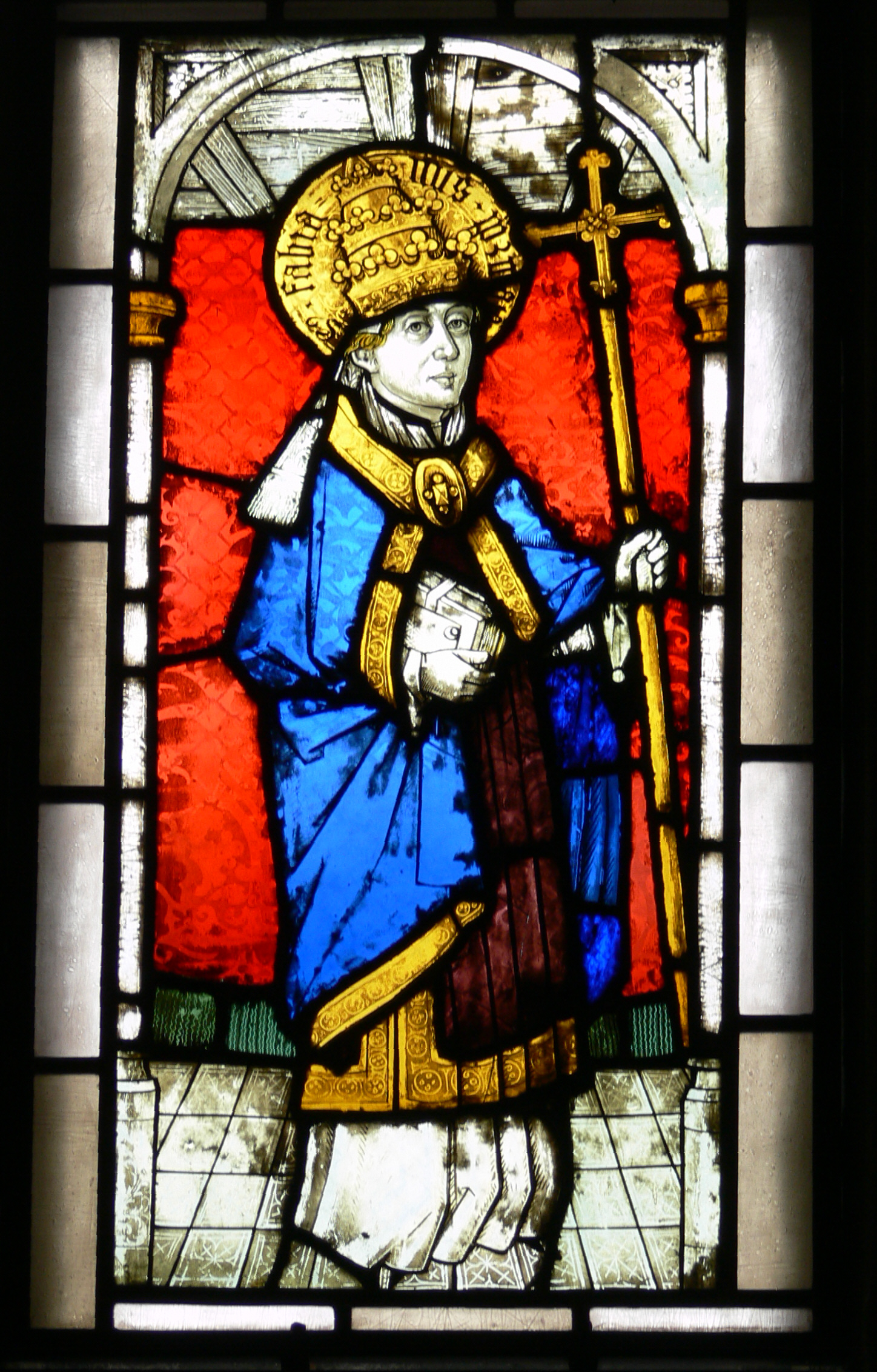
Egy római püspök ábrázolása

Elkezdődött a keresztény templomépítések korszaka. Konstantin bőkezűen adakozott a keresztény bazilikákban és templomokban folyó kultusz fényének emelésére és a papság ellátására is. A császár által építtetett bazilikák közül a legismertebbek a Szent Péter és a Szent Pál-bazilikák Rómában, továbbá a Szentföldön alapítottak voltak. A keresztény papságot felruházta azokkal a kiváltságokkal, amelyekkel korábban a pogány papság rendelkezett. A püspökök még az igazságszolgáltatásban is részt kaptak, mert a pereket -az egyik fél kívánságára - át lehetett vinni a püspök elé, akinek ítélete megfellebbezhetetlen volt.
Az egyház az új, kedvező viszonyok között, – a császárság érdekeit is figyelembe véve, – a tanításainak és szabályozásainak részletes kiépítéséhez fogott. A 325-ben megtartott nikaiai zsinat elfogadta, majd a 381-ben tartott konstantinápolyi zsinat megerősítette a Szentháromság-tant, azaz az istenség három személyébe vetett hitet, amelyet nikaia–konstantinápolyi hitvallásnak neveznek.

### Arianizmus
318 körül Arius (Árij), az arianizmus tanának szellemi létrehozója elkezdte hirdetni nézeteit. Ő alexandriai pap, diakónus volt, és a legfőbb tétele az volt, hogy Jézus nem öröktől való, hanem Isten teremtménye. Nem egylényegű (homouszion), hanem hasonló lényegű (homoiuszion) az Atyával. Ezzel a Szentháromság tanát tagadta. Erre válaszul 325-ben az egyház megfogalmazta a niceai (nikaiai) hitvallást, amelyben kimondták Jézus isteniségét és az egyház Szentháromságban való hitét. De az ariánusok felekezete ezzel nem szűnt meg, sőt annyira megerősödtek, hogy a niceai (nikaiai) tanítást vallókat háttérbe szorították. Egymás után épültek az ariánusok keresztény templomai, amelyek még száz év múlva is, Rómában is ott álltak a katolikus irányzat templomai mellett.

### Új főváros
Konstantin 330-ban a székhelyét Rómából Bizáncba helyezte át és magáról Konstantinápolynak (Constantinopolis = Konstantin városa) nevezte el. Az „Új Rómát” a régihez hasonló fénnyel és pompával építette ki és gazdasági, kulturális központtá tette. Ezzel a konstantinápolyi püspök (pátriárka) tekintélye is növekedni kezdett, aki ugyanakkor a császár teljes kiszolgálója lett. Ezzel egyidejűleg a római püspök helyzete is megváltozott. Konstantin elköltözése után a római püspökök kezdtek úgy viselkedni, mint a Nyugat egyedüli és kizárólagos urai (nemcsak vallási, hanem ún. világi ügyekben is), akikre a hatalmat a császár ruházta át.

### Keresztény ünnepek
Hamarosan hivatalos keresztény ünneppé nyilvánították Jézus születését. Ezt az eseményt a 4. századtól kezdték ünnepelni, január 6-án Epiphaneia néven. Karácsony ünnepe 354-ben került át december 25-re, amikor pápai rendeletben a téli napfordulót az egyházi ünnepek közé iktatták. A választás nagy valószínűség szerint azért esett december 25-re, mert ezzel akarta a katolikus keresztény egyház ellensúlyozni a pogány Napisten kultuszát és hogy a december 25-én végződő római Szaturnália ünnep helyére állítsák a keresztény karácsonyt. Ezzel a császár és az egyház könnyebben áttérítette a pogányokat a kereszténységre, beolvasztva a pogány szimbólumokat, jeles napokat és szertartásokat a keresztény hagyományba, új vallási tartalommal töltötték meg a pogány ünnepeket. 

Az egyház december 25-én kezdte ünnepelni Jézus születését, január 6-án pedig a Jordán folyóban való megkeresztelését (vízkereszt ünnepe).
Január 6-án korábban a pogányok a Nappal azonosított Dionüszosznak, a szőlőtermelés és bor istenének a születésnapját ünnepelték.
A zsidó vallás két nagy ünnepét, a húsvétot és a pünkösdöt is megtartották a keresztények, azonban már igen korán új tartalommal töltötték meg. Húsvét Krisztus feltámadásának, a pünkösd pedig a Szentlélek eljövetelének az ünnepe lett. E századtól általánossá lett az a szokás is, hogy a húsvéti nagy ünnepre 40 napos böjttel (nagyböjt) készültek, mivel az evangéliumok alapján Krisztus 40 napig böjtölt a pusztában. E húsvét előtti böjt eleinte igen szigorú volt. Bizonyos ételektől tartózkodniuk kellett és 40 napig naponta csak egyszer vagy pedig csak alig ettek.
354-ben, a Depositio Martyrum említi először a Szent Péter apostol székfoglalása ünnepét Natale Petri de cathedra néven, mint Péter tanító székének ünnepét, az apostolra alapított Egyház egységének kifejezését. Az ünnep napját február 22-re, egy őspogány népünnep, a Charistia napjára tették, hogy az ősök kultusza helyett a keresztények kialakuló kultuszát mozdítsák elő.
A keleti egyház a 4. századtól kezdve Jézus élete helyszínén végigjátszotta az ő utolsó napjainak az eseményeit. A jeruzsálemi nagyheti szertartásokból nőttek ki aztán szerte Európában a nagyheti ünnepségek, amelyek aztán különbözőképp módosultak.

### Iulianus
A már kereszténynek nevelt Iulianus császárt (ur.: 361-363) keresztény rokonainak embertelen képmutatása vitte a kereszténység ellenségeinek táborába. Bár nem üldözte őket, megszüntette az egyház adómentességét és a püspökök bíráskodási jogát is, és igyekezett a régi államvallást feltámasztani. A kereszténységet belsőleg úgy igyekezett bomlasztani, hogy visszahívta az eretnekeknek nevezett száműzötteket. Az egymással vitatkozókat maga elé hívatta, majd megállapította, hogy a vadállatok nem ellenségesebbek az emberek iránt, mint amennyire egyes keresztények gyűlölik egymást.
A pogányság fenntartására és új életre keltésére irányuló, elsősorban Iulianus császár alatt történt egyes kísérletek ellenére a keresztények győzelme már eldőlt. Ettől kezdve a kereszténység ugyanolyan türelmetlenséggel harcolt a pogány kultusz ellen, mint amilyentől előzőleg maga is szenvedett.

### A kereszténység államvallássá lesz
A keresztény katolikus egyház akkor tett újabb óriási lépést előre, amikor Nagy Theodosius császár 380-ban a thesszaloniki De Fide Catolica ediktumával (x) kizárólagos államvallássá tette a kereszténységet és elrendelte hogy a Birodalom minden alattvalója "Szent Péter hitét köteles követni".
"Megparancsoljuk, hogy mindazok a népek, amelyek a mi kegyelmes kormányzatunk uralma alatt állnak, abban a vallásban éljenek, amelyet a hagyomány szerint Szent Péter apostol adott át Róma népének.. Meghagyjuk, hogy akik ezt a hitvallást követik, a "katolikus keresztények" nevét viselhetik, a többiek azonban, akiket eszteleneknek és őrülteknek ítélünk, az eretnek hitvallásuknak megfelelő gyalázatos nevet viseljék.. az isteni bosszúnak adjuk át őket, de amidőn isteni sugallatból erre utasítást kapunk, magunk is gondoskodunk megbüntetésükről.
A császár alávetette magát az egyháznak és rendeletével betiltotta az összes pogány szertartást. A rendelkezés életbelépésével a keresztények egymás után rombolták le vagy zárták be a pogány szentélyeket és szent helyeket, majd az új keresztény templomokat gyakran azokon a helyeken építették fel, ahol azelőtt a pogány isteneket tisztelték. Mindezek ellenére egyes vidéki területeken még jó ideig fennmaradt a régi hit.

### Bibliai kánon
A 4. század előtt nem volt egyöntetű hagyomány arra vonatkozóan, hogy mely könyveket kell szentnek tartani, az istentiszteleteken olvasni, és melyeket nem. Euszebiosz, aki korának kánoni helyzetét tanulmányozta, arról tanúskodott, hogy az ő idejében erősen kételkedtek öt újtestamentumi levél isteni eredetében, a Jelenések könyvét pedig kifejezetten gyanúsnak tartották.
344-ben Alexandriai Szt. Atanáz megalapította az első európai kolostort a mai Bulgária területén. Atanáz volt az első, aki húsvéti levelében – 367-ben – először sorolta fel a Biblia kánonját a ma is ismert összeállításban.
382-ben a római zsinat, I. Damáz pápa alatt fektette le a nyugati egyház bibliai kánonját. A pápa Szt. Jeromos egyházatyát bízta meg a Biblia latin szövegének (a Vetus Latina néven ismert korábbi latin fordításnak) revíziójával, amit ma Vulgata néven ismer a világ.

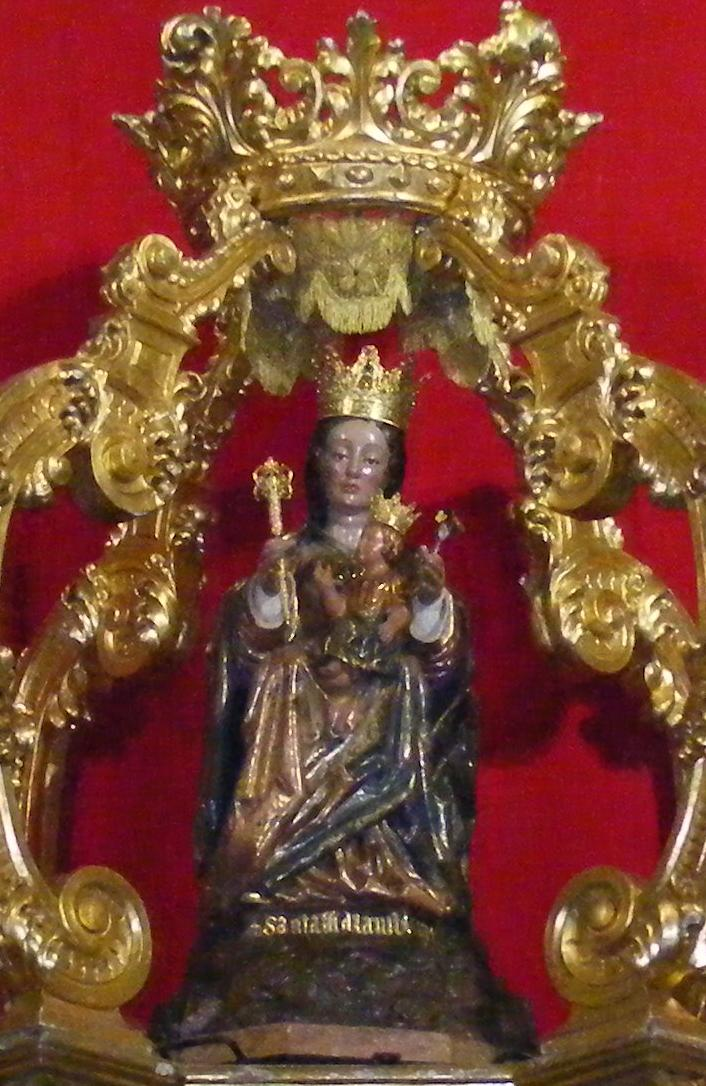
Szűz Mária ábrázolása a kisded Jézussal egy templomban

### Szentek tisztelete
Az efézusiak elsőként szenteltek templomot Mária tiszteletére, miután úgy tartották, hogy Szűz Mária Efezusban élt későbbi éveiben. Mária, mint Isten anyjának a kultusza olyan mértékben kibontakozott, hogy tiszteletére máshol is templomokat emeltek. Az első Mária-ünnep, a "Mindig szűz szent Istenszülő" ünnepe ebben az időszakban keletkezett. A Gyertyaszentelő Boldogasszony, azaz Szűz Mária megtisztulásának ünnepe is a kereszténység államvallássá tétele idején keletkezett, a Lupercalia ünnepe helyett, amikor a pogány rómaiak a természet rituális megtisztulását és a totemisztikus farkasőst ünnepelték. A 4. századtól kezdve már oly nagy mennyiségű liturgikus szöveg magasztalta Máriát, hogy még a felsorolásuk is nehézséget jelentene.
A szentek és képeik tisztelete kezdetben a kereszténység lelkétől távol állt. A század elején megtartott elvirai zsinat  kimondta: "Az egyházakban ne legyenek képek. Azért határoztuk, hogy az egyházakban nem szabad képeknek lenniük, hogy a tisztelet és imádat tárgyát a falakra senki ne fesse." Ez az álláspont később megváltozott.
Krisztusról, Máriáról és más szentekről ikonokat, freskókat, szobrokat kezdtek el készíteni. Hogy a pogányságból áttérteknek a bálványimádást pótolják, fokozatosan bevitték a szobrok és képek tiszteletét a keresztény istentiszteletbe. Ezek először abból a célból kerültek a gyülekezetekbe, hogy a Szentírás helyett az olvasni nem tudókat eligazítsák, továbbá hogy az emberek lelkében kegyességet ébresszenek.
Sok korábbi bálványimádó elfogadta a keresztény hit egyes tanításait, míg megtagadott más igazságokat. A kereszténység kompromisszumra lépett a pogánysággal. A pogány áldozati szokásokat fenntartották illetve beépítették a keresztény szertartások közé. A bálványimádók csatlakoztak az egyházhoz, s imádatuk korábbi tárgyait felcserélték Jézus, Mária és a szentek szobraival.
A kereszténység bekerült a császárok és az előkelők udvarába, felcserélte Krisztus és az apostolok alázatosságát és egyszerűségét az uralkodók pompájával és hivalkodásával.

### A klérus
A papság nemsokára már olyan fényűző életmódot folytatott, hogy nem egy egyházatya (így például Szent Jeromos) szót emelt ellene. A római püspökséget „Sedes apostolica”-nak, vagyis Apostoli Széknek kezdték nevezni, és a világi hatóságokkal is elismertették azt, mint a többi püspökök fellebbviteli fórumát.
A 4. század végének római püspöke Sziriciusz már olyan hatalmasnak érezte magát, hogy bevezette levelezésében az uralkodói stílust és hangmodort. Kialakult hatalma miatt sokan őt tartják az első igazi pápának. Tevékenysége több évszázados hagyományokat, szabályokat teremtett. Átformálta a keresztséget, a szenteléseket, a böjtöt és a gyónást is. 386-ban egy zsinatot hívott össze, amelynek legfőbb eredményeként bevezették a papi nőtlenséget, azaz a cölibátus intézményét. Akkoriban még voltak nős papok, nekik tartózkodniuk kellett a házas élettől.
Az államilag támogatott, majd a század végén államvallássá lett egyház részesült a hatalomból, és ezzel a hatalommal való visszaélésnek, az erőszak igénybevételének kísértése is állandóvá lett a középkori egyház életében.

## Térkép
Az első századok kereszténysége szempontjából fontosabb városok (a térkép a mai országhatárokkal készült):